# Hancock, Michigan
Hancock är en stad i det administrativa området Houghton County i den nordligaste delen av delstaten Michigan, USA. Staden, som är uppkallad efter John Hancock, hade 4 323 invånare år 2000.
Av stadens befolkning hade vid folkräkningen år 2000 32,2 % finskt ursprung och 4,4 % finska som första språk. Staden utgör därigenom ett centrum för amerikaner av finskt ursprung och många gatuskyltar är försedda med såväl engelska som finska namn. I staden finns Finlandia University, grundat 1896 som Suomi College.  Staden är vänort med Borgå i Finland.

## Kända personer
- John Ryan (finansman)
- Anders Brännström